# Everest (álbum)
Everest es el sexto álbum de la banda de hard rock Halestorm. Fue lanzado el 8 de agosto de 2025 a través de Atlantic Records. El álbum fue precedido por los sencillos "Darkness Always Wins", "Everest", "Rain Your Blood on Me" y "Like A Woman Can".

## Antecedentes y producción
A diferencia de algunos de sus álbumes anteriores, los miembros de Halestorm escribieron Everest desde cero en el estudio. Muchas de las letras del álbum se inspiran en la reciente sobriedad de la cantante y guitarrista Lzzy Hale, su recuperación de problemas de salud mental y la reevaluación de los errores cometidos durante su juventud. Entre los temas de actualidad se incluyen las experiencias de Hale como mujer al frente de un grupo de rock con compañeros masculinos en "Rain Your Blood on Me" y la bisexualidad en "Like a Woman Can".

## Lista de canciones
Todas las canciones escritas y compuestas por Lzzy Hale, Arejay Hale, Joe Hottinger y Josh Smith, con escritores adicionales notados. 
| N.º | Título                      | Duración |  |
| 1.  | «Fallen Star»               | 4:33     |  |
| 2.  | «Everest»                   | 4:48     |  |
| 3.  | «Shiver»                    | 3:51     |  |
| 4.  | «Like a Woman Can»          | 4:22     |  |
| 5.  | «Rain Your Blood on Me»     | 4:15     |  |
| 6.  | «Darkness Always Wins»      | 4:50     |  |
| 7.  | «Gather the Lambs»          | 3:54     |  |
| 8.  | «Watch Out!»                | 3:38     |  |
| 9.  | «Broken Doll»               | 3:24     |  |
| 10. | «K-I-L-L-I-N-G»             | 2:36     |  |
| 11. | «I Gave You Everything»     | 4:31     |  |
| 12. | «How Will You Remember Me?» | 3:56     |  |

## Personal
Halestorm
- Lzzy Hale - voz, guitarra, piano, sintetizador, producción vocal en "Everest" y "Watch Out!", dirección artística
- Arejay Hale - batería, percusión, coros
- Joe Hottinger - guitarra principal, voz, sintetizador, dirección artística, producción vocal en "How Will You Remember Me?"
- Josh Smith - bajo eléctrico